# فان ديرين كوك
فـان ديرين كوك (بالإنجليزية: Van Deren Coke)‏ هو مصور أمريكي، ولد في 4 يوليو 1921 في ليكسينغتون في الولايات المتحدة، وتوفي في 11 يوليو 2004 في ألباكركي في الولايات المتحدة.